# Frederic Trias i Planas

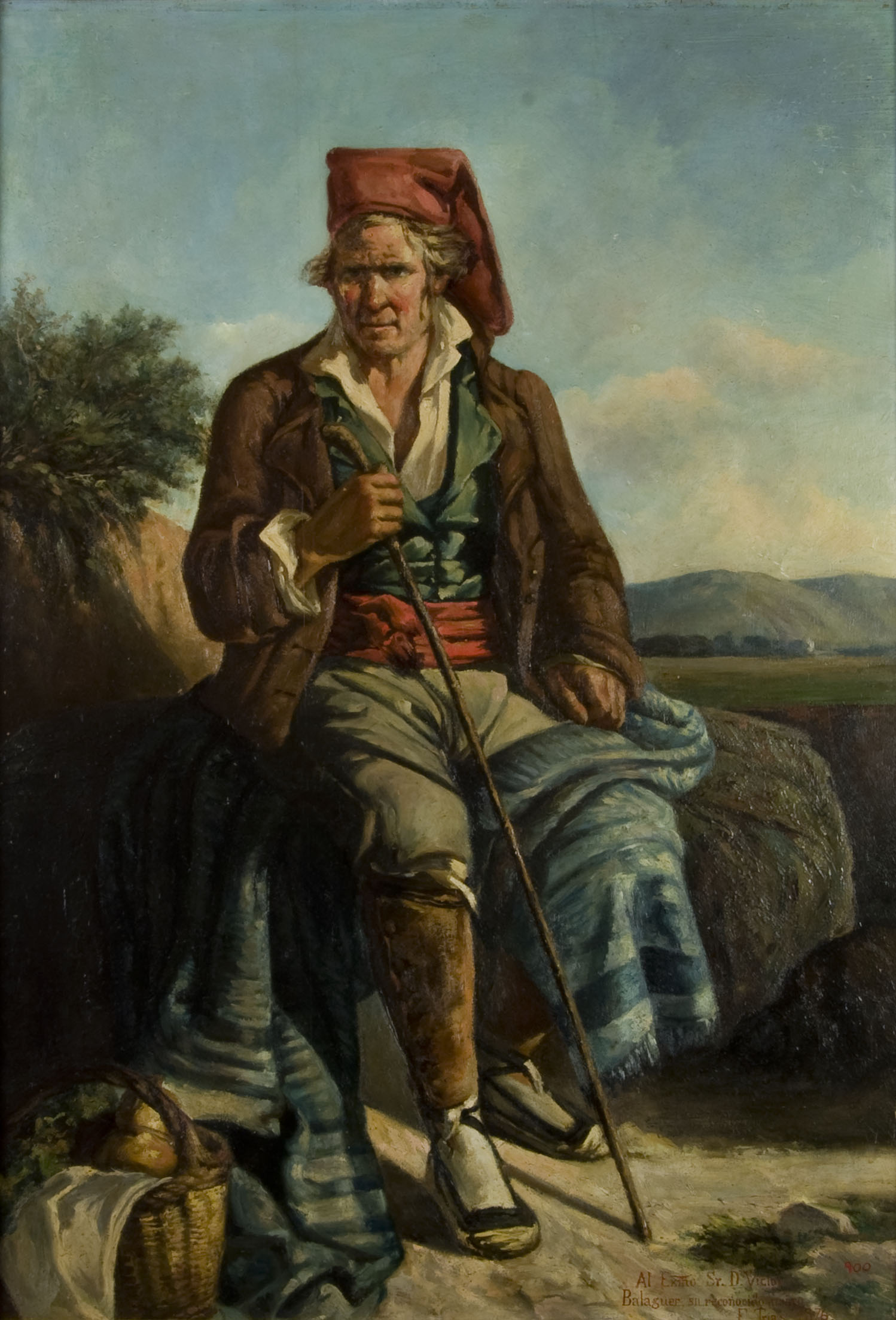
Pastor, 1876. Personatge vestit amb Indumentària tradicional catalana.

Frederic Trias i Planas (Igualada, Anoia, 1822 - Barcelona, 1880).
Frederic fou un pintor que estudià en l'Escola de la Llotja de Barcelona i deixeble de Ramon Martí i Alsina. El 1867 va ser nomenat professor de dibuix a l'Institut de Lleida i després a la Llotja fins a la seva mort.
La temàtica de la seva obra se centrà en els paisatges, la marina, els retrats i les escenes costumistes. Participà en l'Exposició Nacional de 1864 i a les Exposicions de Barcelona i Madrid de 1866. Moltes obres de Frederic com els Països o els Retrats de persones notables els conserven particulars barcelonins. També aportà obra a l'Exposició Catalana de 1871. A més, publicà el llibre Relación de las Bellas Artes con la Industria (1856).

## Família
Frederic Trias és pare de Joan de Déu Trias, avi de Josep Maria Trias de Bes i Giró, besavi de Santiago Dexeus i Trias de Bes i de Josep Maria Dexeus i quadravi de Xabier Añoveros, Julio Añoveros, Josep Maria Trias de Bes i Serra, Francesc Tusquets i Carles Tusquets.
Alhora, és ressogre de Santiago Dexeus i Font.